# Bataille de Saint Matthew
Conflit nord-irlandais
La bataille de Saint Matthew est le nom donné à une fusillade de cinq à six heures opposant l'IRA provisoire à une émeute loyaliste le 27 juin 1970 à Belfast.
À la suite d'une parade loyaliste, une émeute éclate à Ardoyne, faisant trois morts du côté loyaliste. Vers 10 heures du soir, un cocktail Molotov est envoyé sur l'église catholique romaine de Saint Matthew. La population de Short Strand, une enclave catholique dans une zone protestante, appelle à l'aide la brigade de Belfast de l'IRA provisoire, face aux refus d'intervenir de la RUC et de l'armée britannique. Son commandant, Billy McKee, vient diriger lui-même la défense de l'église. Selon lui, la PIRA a tiré 800 balles durant la bataille.
Les combats font trois morts : deux protestants et Henry McIlhone, le premier membre de l'IRA provisoire à trouver la mort dans le conflit nord-irlandais. Billy McKee est sérieusement blessé. Des émeutes déclenchées par l'Ulster Volunteer Force à la suite de cet épisode dans différents quartiers de Belfast font six morts et 270 blessés.